# Sun-1

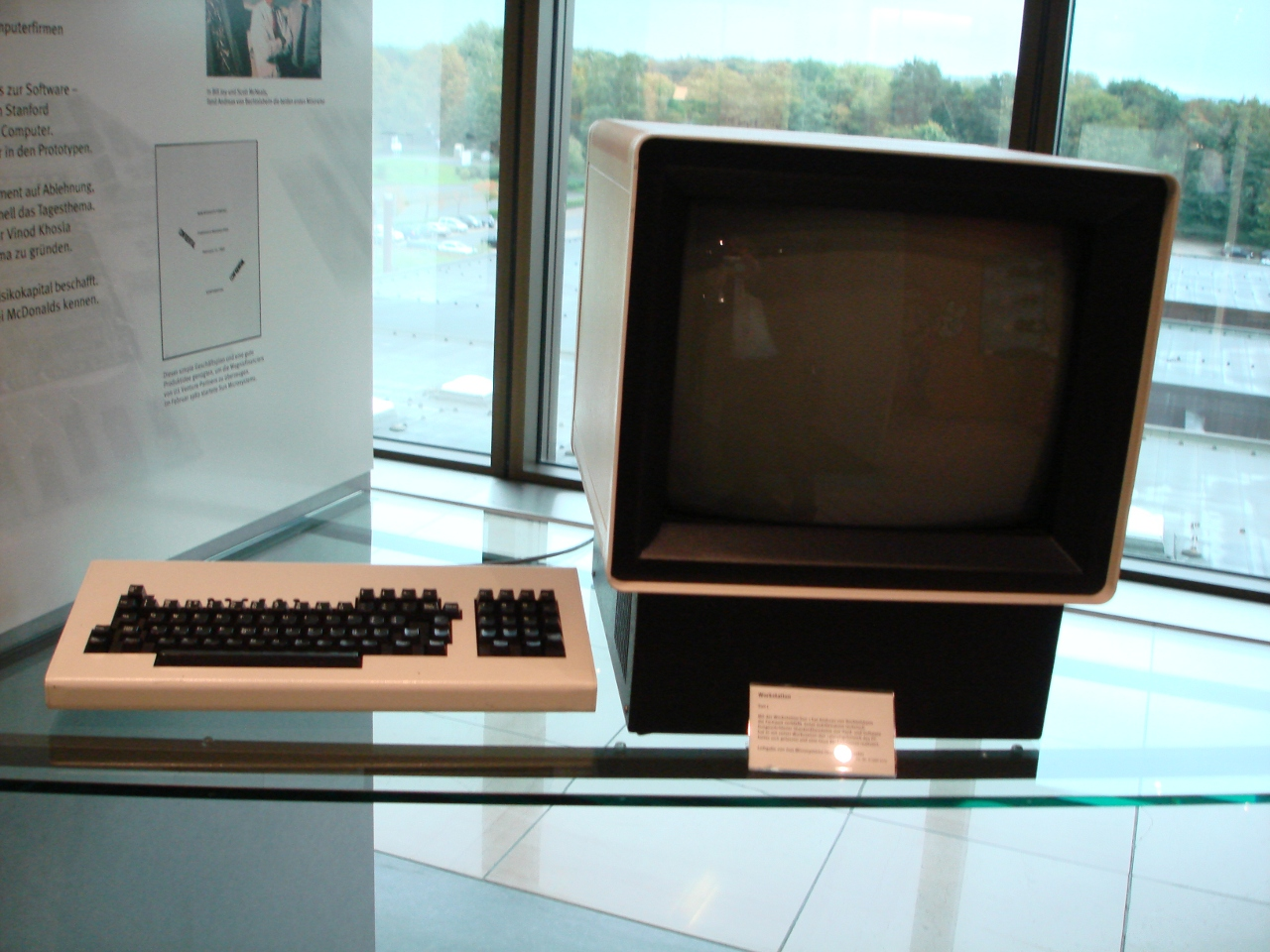
Sun 100 Desktop

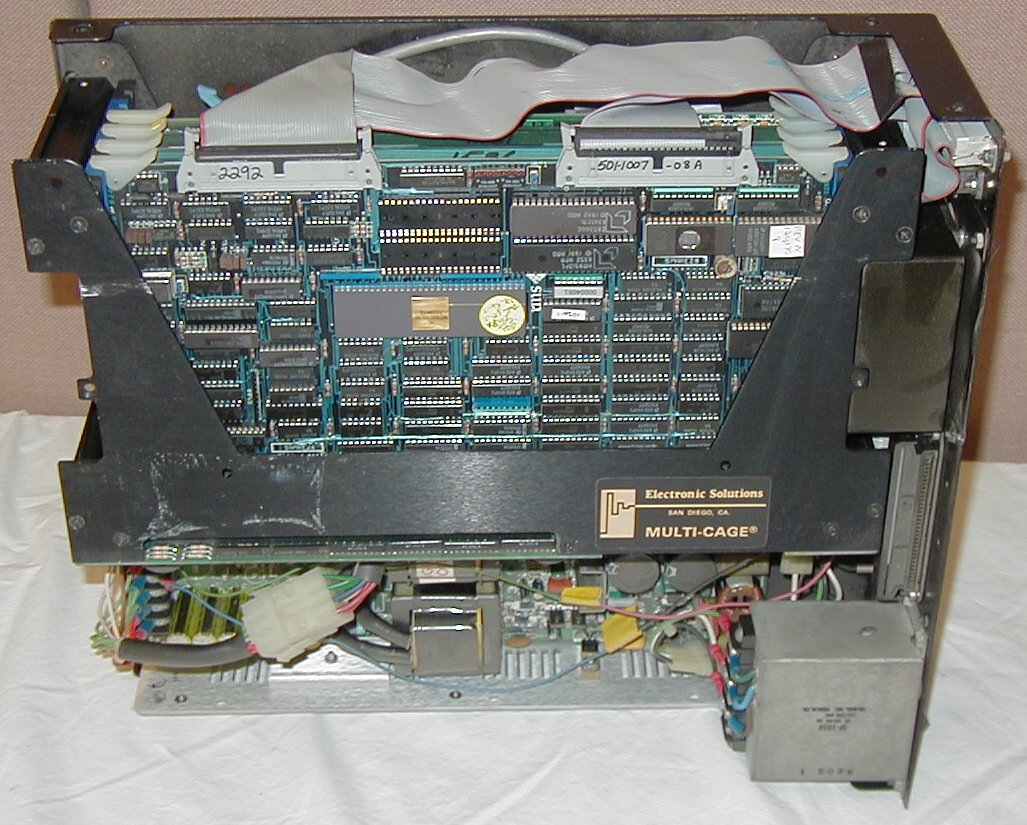
Sun 100U

Die Sun-1 war die erste Reihe von Unixbasierten Servern und Workstations der Firma Sun Microsystems.
Die Sun-1 wurde von Andreas von Bechtolsheim während seiner Zeit an der Stanford University entwickelt. Da er keine Firma fand, die diesen Rechner in Lizenz bauen wollte, entschloss er sich mit Vinod Khosla, Scott McNealy und Bill Joy die Firma Sun zu gründen, deren erstes Produkt die Sun-1 wurde. Der erste Prototyp wurde am 24. Februar 1982 vorgestellt, ab Mai/Juni erfolgte dann die Auslieferung.
Als Prozessor kam ein mit 10 MHz getakteter Motorola 68000, später auch ein Motorola 68010, zum Einsatz. Ursprünglich verfügte die Sun-1 über 256 KB Hauptspeicher, der später auf 1 MB erweitert wurde. Ein maximaler Speicherausbau auf 2 MB war möglich. Als Bussystem kam der von Intel entwickelte Multibus zum Einsatz. Der 17"-Monitor war zusammen mit der Hauptplatine in einem Gehäuse verbaut.
Als Betriebssystem wurde eine Portierung von Version 7 Unix der Firma UniSoft verwendet. Auf den Modellen mit Prozessoren vom Typ 68010 konnte alternativ auch SunOS verwendet werden.
Der Sun-1 folgten mit der Sun-2 und Sun-3 noch zwei weitere Workstation-Familien, die ebenfalls Prozessoren aus Motorolas 68000er-Familie verwendeten, erst mit der Sun-4 kam eine Workstation mit dem von Sun entwickelten SPARC-Prozessor auf den Markt.